# Dinalungan
Dinalungan è una municipalità di quinta classe delle Filippine, situata nella Provincia di Aurora, nella regione del Luzon Centrale.
Dinalungan è formata da 9 baranggay:
- Abuleg
- Dibaraybay
- Ditawini
- Mapalad
- Nipoo
- Paleg
- Simbahan
- Zone I (Pob.)
- Zone II (Pob.)